# ベルファスト (映画)
『ベルファスト』（Belfast）は、2021年製作のアイルランド・イギリスのドラマ映画。監督はケネス・ブラナー、出演はジュード・ヒル、カトリーナ・バルフ、ジェイミー・ドーナンなど。ブラナー監督の半自伝的な作品である。

## ストーリー
1969年、北アイルランドのベルファスト。9才の少年バディは、貧しいが温かい家族に囲まれてのびのびと成長していた。ある日突然、火炎瓶を手に襲撃して来る暴徒たち。プロテスタントの強硬派が、カトリック教徒の家を焼き討ちしたのだ(北アイルランド紛争)。プロテスタントで難は逃れたものの、動揺するバディと家族。日頃は宗派など関係なく隣り合って暮している住人たちだが、バリケードが築かれ、軍隊が警備にあたる日々が始まった。
小学校の宿題に取り組み、クラスのキャサリンに恋をして、子供らしい日常を送るバディ。だが、バディの父や兄は強硬派から運動への参加を求められていた。真剣に移住を話し合うバディの両親。町から出たことのない母親にとって、「よそ者」になる事や「訛り」をバカにされる事は耐え難い恐怖だった。友達と別れるのは嫌だと泣くバディ。
「ワル」に憧れる女生徒モイラに引きずられて、訳も分からぬまま強硬派の襲撃に參加してしまうバディ。止めようとして巻き込まれるバディの母。警官隊との睨み合いの先頭で盾にされた妻子を、夢中で救い出すバディの父。
ベルファストには住めないと覚悟を決めるバディと母。祖父の葬儀をアイルランド人らしく賑やかなダンスパーティーで締め括った一家は、バスに乗り、移住先のロンドンへと旅立って行った。

## キャスト
※括弧内は日本語吹替。
- バディ: ジュード・ヒル（英語版）（阿部カノン）
- マー（バディの母親）: カトリーナ・バルフ（恒松あゆみ）
- パー（バディの父親）: ジェイミー・ドーナン（津田健次郎）
- グラニー（バディの祖母）: ジュディ・デンチ（谷育子）
- ポップ（バディの祖父）: キアラン・ハインズ（土師孝也）
- ビリー・クラントン: コリン・モーガン（村治学）
- モイラ: ララ・マクドネル（英語版）（弘松芹香）
- マッキー: ジェラード・ホラン（英語版）（露木徳幸）
- マクローリー: コナー・マクニール（英語版）（菊池通武）
- 司祭: ターロック・コンヴェリー（高橋大輔）
- ボビー・フランク: ジェラード・マッカーシー（英語版）
- ウィル: ルイス・マカスキー（田中光）
- キャサリン: オリーヴ・テナント（吉田舞香）
- 兵士: ヴィクター・アリー
- ヴァイオレットおばさん: ジョシー・ウォーカー（英語版）（塙英子）

## 製作
2020年7月27日、ケネス・ブラナー監督がベルファストを舞台にした新作映画の製作準備を進めていると報じられた。9月8日、ジュディ・デンチ、キアラン・ハインズ、ジェイミー・ドーナンの起用が発表された。同月、本作の主要撮影がイングランドとベルファストで行われた。
ブラナー監督は本作を白黒で撮影した理由について「僕がベルファストで育った時は、よく雨が降っていた。街の色合いは灰色。空は、炭や暗い灰色だった。ベルファストは、カムチャツカ半島中部と同じ緯度なので、かなり寒い。モノクロ撮影は、当時の記憶を呼び起こすためのものなんだ」と語っている。

## 公開・マーケティング
2020年12月16日、フォーカス・フィーチャーズが本作の全米配給権を獲得したとの報道があった。2021年9月2日、本作はテルライド映画祭で上映された。3日、本作のオフィシャル・トレイラーが公開された。12日、第46回トロント国際映画祭で本作の上映が行われた。

## 評価
本作は批評家から高く評価されている。映画批評集積サイトのRotten Tomatoesには192件のレビューがあり、批評家支持率は88%、平均点は10点満点で7.9点となっている。サイト側による批評家の見解の要約は「ケネス・ブラナー監督にとって極めてパーソナルな作品である。『ベルファスト』はストーリーにいくつかの難点を有しているものの、それらを手堅い演出と名演技で乗り越えている。」となっている。また、Metacriticには44件のレビューがあり、加重平均値は77/100となっている。なお、本作のCinemaScoreはA-となっている。

### 受賞・ノミネート一覧
本作をアメリカで配給したフォーカス・フィーチャーズはジュード・ヒルを主演部門、その他の出演者を助演部門に振り分けた上で賞レースのキャンペーンを展開した。
| 賞                                   | 発表日        | カテゴリ                    | 対象 | 結果       | Ref.          |
| ------------------------------------ | ------------- | --------------------------- | --- | ---------- | ------------- |
| トロント国際映画祭                   | 2021年9月18日 | 観客賞                      | | 受賞       | [ 16 ]        |
| ナショナル・ボード・オブ・レビュー賞 | 2021年12月2日 | 作品賞トップ10              | | 入選       | [ 17 ]        |
| ナショナル・ボード・オブ・レビュー賞 | 2021年12月2日 | 助演男優賞                  | キアラン・ハインズ                                                                                               | 受賞       | [ 17 ]        |
| 英国インディペンデント映画賞         | 2021年12月5日 | 主演女優賞                  | カトリーナ・バルフ                                                                                               | ノミネート | [ 18 ] [ 19 ] |
| 英国インディペンデント映画賞         | 2021年12月5日 | 助演男優賞                  | キアラン・ハインズ                                                                                               | ノミネート | [ 18 ] [ 19 ] |
| 英国インディペンデント映画賞         | 2021年12月5日 | 助演女優賞                  | ジュディ・デンチ                                                                                                 | ノミネート | [ 18 ] [ 19 ] |
| 英国インディペンデント映画賞         | 2021年12月5日 | ブレイクスルー演技賞        | ジュード・ヒル                                                                                                   | ノミネート | [ 18 ] [ 19 ] |
| 英国インディペンデント映画賞         | 2021年12月5日 | キャスティング賞            | ルーシー・ビーヴァン、エミリー・ブロックマン                                                                     | ノミネート | [ 18 ] [ 19 ] |
| 英国インディペンデント映画賞         | 2021年12月5日 | 撮影賞                      | ハリス・ザンバーラウコス                                                                                         | ノミネート | [ 18 ] [ 19 ] |
| 英国インディペンデント映画賞         | 2021年12月5日 | 衣装デザイン賞              | シャーロット・ウォルター                                                                                         | ノミネート | [ 18 ] [ 19 ] |
| 英国インディペンデント映画賞         | 2021年12月5日 | 編集賞                      | ウナ・ニ・ドンガイル                                                                                             | ノミネート | [ 18 ] [ 19 ] |
| 英国インディペンデント映画賞         | 2021年12月5日 | メイクアップ&ヘアデザイン賞 | ワカナ・ヨシハラ                                                                                                 | ノミネート | [ 18 ] [ 19 ] |
| 英国インディペンデント映画賞         | 2021年12月5日 | 作曲賞                      | ヴァン・モリソン                                                                                                 | ノミネート | [ 18 ] [ 19 ] |
| 英国インディペンデント映画賞         | 2021年12月5日 | 美術賞                      | ジム・クレイ | ノミネート | [ 18 ] [ 19 ] |
| ゴールデングローブ賞                 | 2022年1月9日  | 作品賞 (ドラマ部門)         | | ノミネート | [ 20 ] [ 21 ] |
| ゴールデングローブ賞                 | 2022年1月9日  | 助演男優賞                  | キアラン・ハインズ                                                                                               | ノミネート | [ 20 ] [ 21 ] |
| ゴールデングローブ賞                 | 2022年1月9日  | 助演男優賞                  | ジェイミー・ドーナン                                                                                             | ノミネート | [ 20 ] [ 21 ] |
| ゴールデングローブ賞                 | 2022年1月9日  | 助演女優賞                  | カトリーナ・バルフ                                                                                               | ノミネート | [ 20 ] [ 21 ] |
| ゴールデングローブ賞                 | 2022年1月9日  | 監督賞                      | ケネス・ブラナー                                                                                                 | ノミネート | [ 20 ] [ 21 ] |
| ゴールデングローブ賞                 | 2022年1月9日  | 脚本賞                      | ケネス・ブラナー                                                                                                 | 受賞       | [ 20 ] [ 21 ] |
| ゴールデングローブ賞                 | 2022年1月9日  | 主題歌賞                    | 「Down to Joy」                                                                                                  | ノミネート | [ 20 ] [ 21 ] |
| 全米映画俳優組合賞                   | 2022年2月26日 | 助演女優賞                  | カトリーナ・バルフ                                                                                               | ノミネート | [ 22 ]        |
| 全米映画俳優組合賞                   | 2022年2月26日 | キャスト賞                  | カトリーナ・バルフ、ジュディ・デンチ、ジェイミー・ドーナン、キアラン・ハインズ、ジュード・ヒル、コリン・モーガン | ノミネート | [ 22 ]        |
| アカデミー賞                         | 2022年3月28日 | 作品賞                      | | ノミネート |               |
| アカデミー賞                         | 2022年3月28日 | 監督賞                      | ケネス・ブラナー                                                                                                 | ノミネート |               |
| アカデミー賞                         | 2022年3月28日 | 助演男優賞                  | キアラン・ハインズ                                                                                               | ノミネート |               |
| アカデミー賞                         | 2022年3月28日 | 助演女優賞                  | ジュディ・デンチ                                                                                                 | ノミネート |               |
| アカデミー賞                         | 2022年3月28日 | 脚本賞                      | ケネス・ブラナー                                                                                                 | 受賞       |               |
| アカデミー賞                         | 2022年3月28日 | 歌曲賞                      | 「Down to Joy」                                                                                                  | ノミネート |               |
| アカデミー賞                         | 2022年3月28日 | 音響賞                      | デニス・ヤード、サイモン・チェイス、ジェームズ・マザー、ニヴ・アディリ                                           | ノミネート |               |